# Eduard von Flottwell

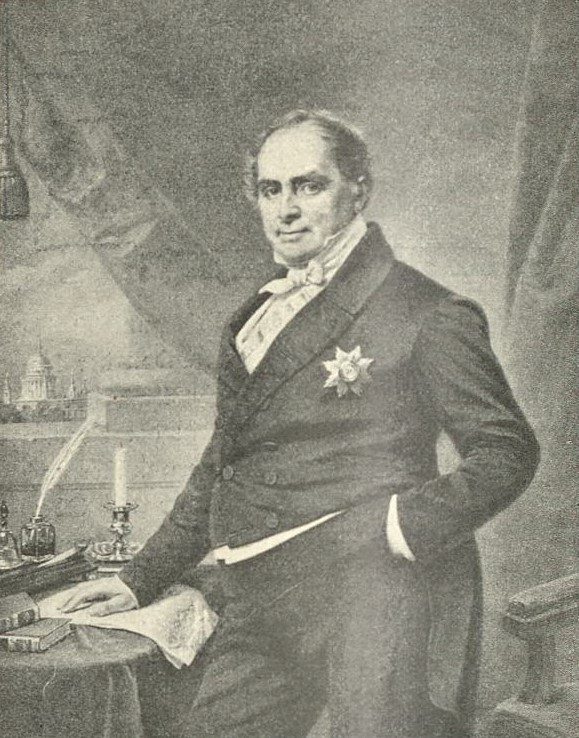
Friedrich Jentzen: Eduard von Flottwell

Eduard Heinrich Flottwell, ab 1861 von Flottwell, (* 23. Juli 1786 in Insterburg, Ostpreußen; † 28. Mai 1865 in Berlin) war ein deutscher Richter, Verwaltungsjurist und Staatsminister im Königreich Preußen. Als seine wichtigste politische Aufgabe gilt seine Amtszeit als Oberpräsident der Provinz Posen von 1830 bis 1841. Mit seiner Reform- und Eindeutschungspolitik verfolgte er dort das Ziel, die als eher königstreu angesehenen Bürger und Bauern gegenüber dem polnischen Adel und dem katholischen Klerus zu stärken. Seine Amtszeit, die auch als „Ära Flottwell“ bekannt wurde, gilt einerseits als Zeit der illiberalen, antipolnischen Germanisierung. Andererseits wird als Ergebnis der Flottwellschen Politik eine politische und gesellschaftliche Modernisierung gesehen.

## Herkunft
Seine Eltern waren der Polizeidirektor von Insterburg Johann Friedrich Flottwell (1752–1829) und dessen Ehefrau Amalie, geborene Sanden (1764–1835).

## Leben
Flottwell studierte Rechtswissenschaft an der Albertus-Universität Königsberg. Nach der Promotion zum Dr. iur. im Februar 1805 begann er als Auskultator beim Hofgericht Insterburg eine juristische Laufbahn. Nach dem Assessorexamen kam er an das Oberlandesgericht Königsberg, das ihn 1808 an das unterstellte Obergericht in Insterburg abstellte. Er wechselte von der Rechtspflege in die innere Verwaltung Preußens und wurde 1812 Regierungsrat und Justitiar bei der Regierung in Gumbinnen. 1816 kam er als Oberpräsidialrat zu seinem Mentor Heinrich Theodor von Schön im westpreußischen Danzig. 1825 wurde er Regierungspräsident in Marienwerder. Er bewährte sich in der Verwaltung des Regierungsbezirks Marienwerder, der oft von Hungersnot und Überschwemmungen der Weichsel heimgesucht wurde.

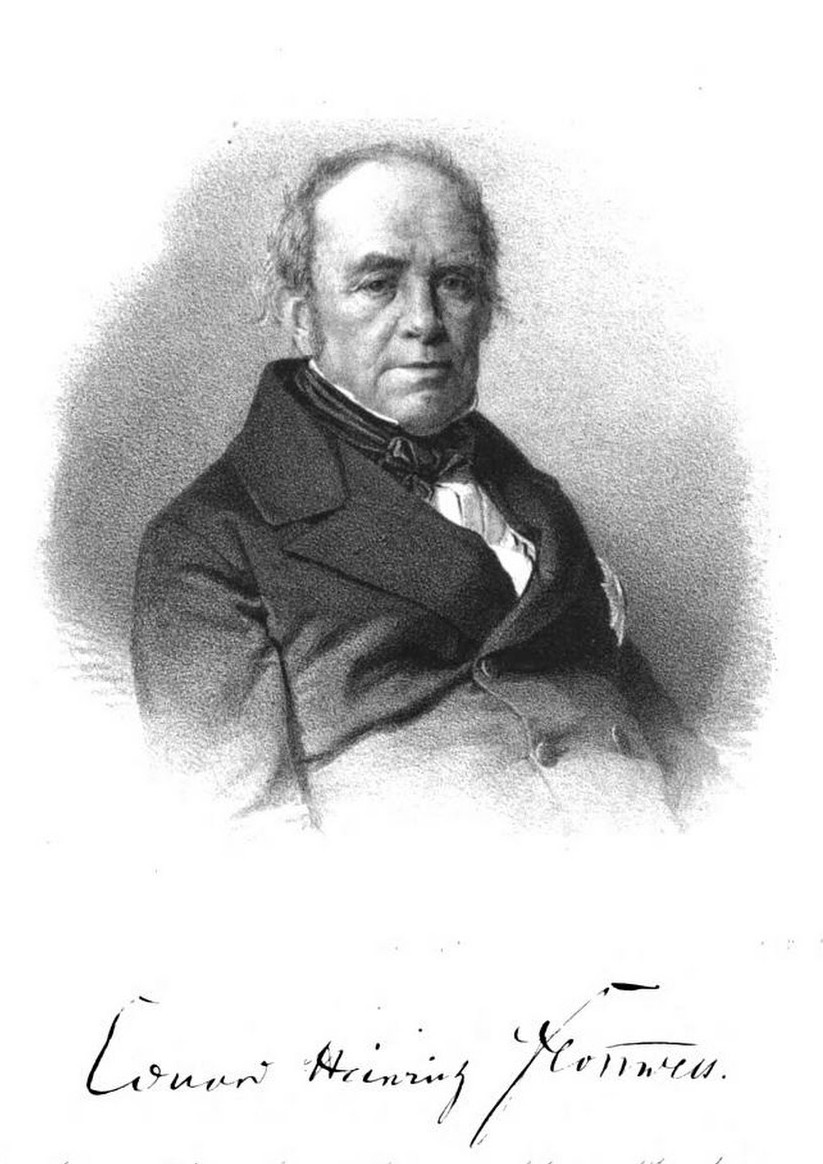
Eduard von Flottwell vor Vollendung seines 75. Lebensjahrs

Zur Zeit des Novemberaufstands der Polen in Kongresspolen fürchtete die preußische Regierung, auch in Posen könne es zum Aufstand kommen. Deshalb wurde Flottwell im Dezember 1830 zum Oberpräsident der Provinz Posen berufen und der Statthalter Anton Radziwiłł seines Amtes entpflichtet. In der Folge unterstützte man die Russen bei der Niederschlagung des Aufstandes, während Flottwell in den kommenden zehn Jahren eine Germanisierungspolitik umsetzte, wie sie bereits von Schön in Westpreußen verfolgt hatte und die als „Ära Flottwell“ bekannt wurde. Ziel war es, den polnischen Adel und den katholischen Klerus zurückzudrängen und das Bürgertum und die Bauern zu stärken.
Flottwell setzte durch, dass die Landräte nicht mehr von den Kreisständen, sondern durch den preußischen Staat ernannt würden, und dass nicht mehr die Woyts, sondern staatliche Distriktkommissare die örtliche Polizeigewalt ausübten. Er ließ die Städteordnungen und die Verordnungen zur Gewerbefreiheit revidieren, um die Selbstverwaltungsrechte der Städte zu stärken. Polen wurden damit aus der Verwaltung entfernt. Die polnische Sprache wurde aus den Schulen und dem öffentlichen Leben gedrängt, indem man die deutsche Sprache 1832 zur Amts- und Gerichtssprache erklärte und deutsche Schulen gründete. Über einen von ihm eingerichteten staatlichen Fonds finanzierte Flottwell den Ankauf polnischer Güter, um das Land anschließend an Deutsche zu verkaufen. Juden wurde der Erwerb der Bürgerrechte erleichtert, um sich ihrer Loyalität zum preußischen Staat zu versichern. Der Konflikt mit der katholischen Kirche verschärfte sich, als Flottwell die Vereinigung des Erzbistums Gnesen mit dem Bistum Posen durchsetzte. Im Streit um die interkonfessionelle Mischehe verfügte Flottwell 1838 die Absetzung und Verbannung des Erzbischofes Marcin Dunin-Slugustowski.
Mit dem Amtsantritt Friedrich Wilhelm IV. 1840 änderte sich die preußische Politik wieder. Während Flottwell 1841 zum Oberpräsidenten von Sachsen und Regierungspräsidenten von Magdeburg ernannt und damit versetzt wurde, setzte in Posen unter dem neuen Oberpräsidenten Adolf Heinrich von Arnim-Boitzenburg eine sogenannte „Versöhnungsära“ ein.
Die Politik Flottwells wird unterschiedlich bewertet. Während Hans Haussherr in der Neuen Deutsche Biographie 1961 Flottwells Intention vor allem darin sah, dass dieser „Posen als Provinz voll in den preußischen Staat [eingliedern] und die polnischen Einwohner mit dem Staat“ habe „versöhnen“ wollen und es Flottwells Wirken zuschreibt, dass die Provinz Posen „vollen Anteil an dem wirtschaftlichen und kulturellen Aufstieg des Jahrzehnts von 1830–40“ gehabt habe, bezeichnete Andrea Schmidt-Rösler 1996 die „Ära Flottwell“ als Ende des liberalen Kurses in Posen. Flottwell habe „auf Einschmelzung und Eindeutschung Posens“ gesetzt. Von polnischer Seite wird die „Ära Flottwell“ als Zeit unbeugsamer Germanisierung und illiberaler, antipolnischer Politik gesehen. Stefan Hartmann merkte 1976 an, Flottwells Maßnahmen hätten sich „positiv für den polnischen Mittelstand aus[gewirkt], dessen Herausbildung durch den Ausbau der städtischen Selbstverwaltung, Hebung der bürgerlichen Gewerbe und Fortführung der Bauernablösung“. Für Helmut Glück und Konrad Schröder handelte es sich bei der Politik Flottwells um eine „Modernisierung der Verwaltung, des Rechts- und Verkehrswesens und [der] Wirtschaftsförderung.“ Flottwell selbst definierte in einem Rechenschaftsbericht 1841 als Endziel seiner Politik, dass „die gänzliche Vereinigung beider Nationalitäten als der Schluß dieser Aufgabe durch das entschiedene Hervortreten deutscher Kultur erlangt werden möge“. Robert E. Alvis weist darauf hin, dass Flottwells Politik die politischen Landschaft der Provinz tiefgreifend verändert habe. Gegenüber den traditionellen Trennlinien zwischen Liberalen und Konservativen habe die preußische Politik das nationale Element gestärkt. Die Haltung polnischer Konservativer, loyal zum preußischen Staat zu stehen und zugleich ihrem polnischen Erbe treu zu bleiben, habe an Glaubwürdigkeit verloren, während der Unabhängigkeitsgedanke gestärkt worden sei.
Flottwell wurde 1844 an die Spitze des Finanzministeriums berufen und trat 1846 zurück, um als Oberpräsident die Verwaltung der Provinz Westfalen zu übernehmen. Ein Wahlbezirk der Provinz Sachsen wählte ihn in der Deutschen Revolution 1848/49 zur Frankfurter Nationalversammlung, in der er der Fraktion der äußersten Rechten (Café Milani) angehörte. 1849 wurde er von einem Wahlkreis in Posen in die Erste Kammer des Preußischen Landtages gewählt. 1849/50 leitete er die provisorische Verwaltung der Provinz Preußen.
Am 21. Juli 1850 übernahm Flottwell als Oberpräsident in der Provinz Brandenburg zum fünften Mal die Verantwortung für eine preußische Provinz. Am 16. Februar 1855 erhielt er anlässlich seines 50-jähriges Amtsjubiläum den Roten Adlerorden mit Brillanten. Im Oktober 1858 wurde er zum preußischen Innenminister berufen. Er legte am 3. Juni 1859 aus Altersgründen dieses Amt nieder und übernahm wieder seine frühere Funktion als Oberpräsident der Provinz Brandenburg. Bei diesem Rücktritt verlieh ihm der Prinzregent als einem der Ersten das Großkomtur des Königlichen Hausordens von Hohenzollern und bei der Krönung in Königsberg am 18. Oktober 1861 den Schwarzen Adlerorden. Damit verbunden war die Erhebung in den erblichen preußischen Adelsstand. Ende 1862 trat Flottwell in den Ruhestand und zog nach Berlin, wo er am 25. Mai 1865 starb.

## Familie
Flottwell heiratete im Oktober 1810 in Tilsit Friederike Koslowski († 1812). Nach ihrem Tod heiratete am 21. Februar 1814 in Gumbinnen Auguste Lüdecke (1794–1862), Witwe des Regierungsdirektors Friedrich Schulz und Tochter des Pfarrers Ernst Lüdecke aus Berlin. Aus den Ehen gingen zwölf Kinder hervor, darunter:
- Eduard (1811–1862), Stadtrat ⚭ 1840 Friederike Behr (1813–1857)
- Auguste (1816–1844) ⚭ 1839 Theodor Thrinkler († 1871), preußischer Regierungsrat
- Elise (1818–1849)
- Theodor (1820–1886), preußischer Regierungsrat
- Friederike (1822–1861) ⚭ 1845 Immanuel Hegel (1814–1891), Konsistorialpräsident, Sohn von Georg Wilhelm Friedrich Hegel
- Klara (* 1825) ⚭ 1865 Immanuel Hegel
- Hermann (1826–1873), Herr auf Lautensee, preußischer Hauptmann ⚭ 1856 Pauline von Frantzius (1834–1897)[9]
- Adalbert (1829–1909) ⚭ 1860 Ella von Oppen (* 1841)

## Ehrungen
- Wirklicher Geheimer Rat mit dem Prädikat Exzellenz (1840)
- Ehrenbürger von Hamburg (1843)[10]
- Ehrenbürger von Magdeburg (1844)[11]
- Ehrenbürgerwürde der Stadt Berlin (1856, zum 50-jährigen Dienstjubiläum)[12]
- Widmung einer Straße in Berlin-Tiergarten (1865)[13]

## Schriften  (Auswahl)
- Denkschrift des Oberpresidenten Herrn Flottwell, ueber die Verwaltung des Gros-Herzogthum Posen, vom Dezember 1830 bis zum Beginn des Jahres 1841 nebst dem demselben seitens mehrerer Einwohner des Gros-Herzogthum Posen ertheilten Anwordtschreiben. Strasburg 1841 (Digitalisat).